# Religion du Livre
« Religions du Livre » est une expression pour désigner les religions abrahamiques, soit le judaïsme, le christianisme et l'islam. Cette expression provient de la formule coranique Ahl al-Kitab (« gens du Livre ») désignant les juifs et les chrétiens. Cette expression souligne la particularité de ces religions de se former autour d'un livre mais cette définition pourrait permettre de rajouter à cet ensemble de nombreuses religions comme l'hindouisme, des religions proche-orientales antiques ou, par extension, certaines religions africaines ayant un corpus de mythes oraux.

## Réception et critique de l'expression
« L’expression “religions du Livre” n’est vraiment exacte pour aucune des trois, et des études récentes en ont encore souligné la relative impropriété. ».
Pour le Coran, « le Livre est supposé venir d'une mère, la « Mère du Livre » (sourate 3, v. 7 et sourate 13, v. 39), sorte de matrice céleste où gît de tout temps la parole divine. »
Le christianisme ne se considère pas comme une « religion du Livre » et rejette cette appellation. Le pape Benoît XVI critique comme un fondamentalisme la lecture littérale d'un texte alors que celui-ci est conditionné par son époque d'écriture ; selon lui le  christianisme s'affirme par la Parole de Dieu, le Verbe, le Logos fait chair et non par l'écrit. Pour la théologienne Roselyne Dupont-Roc, « Le christianisme rassemble les disciples d'une personne, Jésus Christ, Verbe fait chair, Parole de Dieu[...] Le christianisme n'est pas une religion du Livre ni même de l'écrit, même s'il entretient un rapport fort avec celui-ci. ». Pour Antoine Guggenheim, « Les livres (le pluriel est significatif) sur lesquels il s’appuie, n’ont pas le statut qu’a le Coran pour les musulmans ; les Évangiles ne sont pas plus un Coran déformé que l’Ancien Testament n’est un Évangile raté. »
Pour Armand Abécassis, le judaïsme n'est pas une religion du Livre, mais des interprétations du Livre.
L'ancien testament (parfois appelé première Alliance) de la Bible des protestants correspond exactement avec la Bible juive. Dans la Bible catholique ou orthodoxe, l'ancien testament contient quelques livres supplémentaires issus de la tradition juive mais non reconnus par la judaïsme depuis le Moyen Âge. L'islam ne partage pas de livres avec les juifs ou les chrétiens.
Malgré la présence d'un livre, les trois religions monothéistes ont une tradition orale parallèle : torah orale pour le judaïsme, tafsir pour l'islam et proclamation orale du kérygme avant l'écriture du Nouveau Testament puis la Tradition de l'église pour le christianisme. La tradition chrétienne renferme des développements dogmatiques et doctrinaires, la tradition orale juive renferme des discussions et interprétations rabbiniques et les tafsirs des explications des versets du Coran ou des hadîths qui seraient plus obscurs ou complexes à comprendre. 
L'importance du rapport à l'écrit dans le judaïsme a pu être influencée par le karaïsme.